# БА-64
БА-64 је совјетски оклопни аутомобил из Другог светског рата.

## Историја
Једини представник "друге генерације" оклопних аутомобила, БА-64 уведен је у употребу 1942. Труп је био компактнији од ранијег БА-20, што је дозвољавало нешто дебљи, боље искошен оклоп. Цена за ово била је смањење посаде на два члана и одсуство радија у око половине возила, и коришћење слабијег (и мањег) радија у осталима. Возило је бобољшано 1943. као БА-64Б, усвајањем 4x4 погона у облику ГАЗ-64 "џип" шасије, са много бољом покретљивошћу ван пута. До краја 1946. произведено је преко 9.000 возила.

## Карактеристике
Иако скучен и слабо наоружан, БА-64 био је брз, поуздан и популаран. Једино оружје, митраљез ДТ, био је монтиран у отвореној, ротирајућој куполи. На терену, мали број возила је модификован уклањањем куполе и поставњањем ПТРС против-тенковске пушке.